# Irlanda ai Giochi della XIV Olimpiade
L'Irlanda partecipò ai Giochi della XIV Olimpiade, svoltisi a Londra, dal 20 luglio al 14 agosto 1948,  
con una delegazione di 73 atleti, di cui 5 donne, impegnati in 10 discipline,
senza aggiudicarsi medaglie.

## Risultati

### Calcio
| Atleta | Classifica |                    |
| --- | --- | ------------------ |
| V · D · M Nazionale irlandese · Calcio ai Giochi Olimpici Estivi 1948 P Brennan · P Lawlor · D Glennon · D Richardson · C Barry · C Kavanagh · C O'Grady · A Cleary · A McDonald · A McGonagle · A McLoughlin · A O'Kelly · A Smith · CT : Carey | 17° |                    |
| Nazionale irlandese · Calcio ai Giochi Olimpici Estivi 1948 | |                    |
| P Brennan · P Lawlor · D Glennon · D Richardson · C Barry · C Kavanagh · C O'Grady · A Cleary · A McDonald · A McGonagle · A McLoughlin · A O'Kelly · A Smith · CT: Carey                                                                        | P Brennan · P Lawlor · D Glennon · D Richardson · C Barry · C Kavanagh · C O'Grady · A Cleary · A McDonald · A McGonagle · A McLoughlin · A O'Kelly · A Smith · CT: Carey | Irlanda (bandiera) |

### Pallacanestro
| Atleta | Classifica |
| --- | ---------- |
| V · D · M Nazionale irlandese - Pallacanestro ai Giochi della XIV Olimpiade 3 O'Donovan · 4 O'Connor · 5 Malone · 6 Crehan · 7 McGee · 8 Jackson · 9 Boland · 10 Keenan · 11 McLoughlin · 12 D. Sheriff · 13 Reddin · 14 P. Sheriff · 15 Flynn · 16 Walsh · All. Donald McCormack | 23°        |
| Nazionale irlandese - Pallacanestro ai Giochi della XIV Olimpiade |            |
| 3 O'Donovan · 4 O'Connor · 5 Malone · 6 Crehan · 7 McGee · 8 Jackson · 9 Boland · 10 Keenan · 11 McLoughlin · 12 D. Sheriff · 13 Reddin · 14 P. Sheriff · 15 Flynn · 16 Walsh · All. Donald McCormack                                                                             |            |